# Kabinet-Martin-Varadkar
Het kabinet–Martin-Varadkar (vanaf 2024 het kabinet–Martin-Harris genoemd) was de regering van de Republiek Ierland tussen 27 juni 2020 en 23 januari 2025. Het kabinet werd gevormd na de parlementsverkiezingen van 2020 en betrof een meerderheidscoalitie tussen de partijen Fianna Fáil, Fine Gael en de Green Party.
Het premierschap in deze regering werd in eerste instantie bekleed door Micheál Martin (FF), terwijl zijn voorganger Leo Varadkar (FG) benoemd werd tot vicepremier. Zoals bij het aantreden van het kabinet was afgesproken, wisselden Varadkar en Martin na 2,5 jaar (in december 2022) van functie. Varadkar werd zodoende opnieuw premier en Martin vicepremier.
Op 20 maart 2024 kondigde Varadkar voortijdig zijn vertrek aan als premier. Hij werd kort daarna opgevolgd door minister van Hoger Onderwijs en Wetenschap Simon Harris (FG). Het kabinet werd na de parlementsverkiezingen van 2025 opgevolgd door het kabinet-Martin-Harris.

## Samenstelling
| Ambtsbekleder                                | Ambtsbekleder     | Ambtsbekleder              | Functie(s)                                                 | Ambtstermijn     | Ambtstermijn     | Partij |
| -------------------------------------------- | ----------------- | -------------------------- | ---------------------------------------------------------- | ---------------- | ---------------- | ------ |
|                                              | Micheál Martin    | Micheál Martin (1960)      | Taoiseach (Premier)                                        | 27 juni 2020     | 17 december 2022 | FF     |
|                                              | Leo Varadkar      | Leo Varadkar (1979)        | Taoiseach (Premier)                                        | 17 december 2022 | 9 april 2024     | FG     |
|                                              | Simon Harris      | Simon Harris (1986)        | Taoiseach (Premier)                                        | 9 april 2024     | 23 januari 2025  | FG     |
|                                              | Leo Varadkar      | Leo Varadkar (1979)        | Tánaiste (Vicepremier)                                     | 27 juni 2020     | 17 december 2022 | FG     |
|                                              | Micheál Martin    | Micheál Martin (1960)      | Tánaiste (Vicepremier)                                     | 17 december 2022 | 23 januari 2025  | FF     |
|                                              | Simon Coveney     | Simon Coveney (1972)       | Minister van Buitenlandse Zaken                            | 14 juni 2017     | 17 december 2022 | FG     |
| Minister van Defensie                        | Simon Coveney     | Simon Coveney (1972)       | 27 juni 2020                                               |                  | 17 december 2022 | FG     |
|                                              | Micheál Martin    | Micheál Martin (1960)      | Minister van Buitenlandse Zaken                            | 17 december 2022 | 23 januari 2025  | FF     |
| Minister van Defensie                        | Micheál Martin    | Micheál Martin (1960)      |                                                            | 17 december 2022 | 23 januari 2025  | FF     |
|                                              | Leo Varadkar      | Leo Varadkar (1979)        | Minister van Economische Zaken                             | 27 juni 2020     | 17 december 2022 | FG     |
| Minister van Werkgelegenheid                 | Leo Varadkar      | Leo Varadkar (1979)        |                                                            | 27 juni 2020     | 17 december 2022 | FG     |
|                                              | Simon Coveney     | Simon Coveney (1972)       | Minister van Economische Zaken                             | 17 december 2022 | 9 april 2024     | FG     |
| Minister van Werkgelegenheid                 | Simon Coveney     | Simon Coveney (1972)       |                                                            | 17 december 2022 | 9 april 2024     | FG     |
|                                              | Peter Burke       | Peter Burke (1982)         | Minister van Economische Zaken                             | 9 april 2024     | heden            | FG     |
| Minister van Werkgelegenheid                 | Peter Burke       | Peter Burke (1982)         |                                                            | 9 april 2024     | heden            | FG     |
|                                              | Paschal Donohoe   | Paschal Donohoe (1974)     | Minister van Financiën                                     | 14 juni 2017     | 17 december 2022 | FG     |
|                                              | Michael McGrath   | Michael McGrath (1976)     | Minister van Financiën                                     | 17 december 2022 | 26 juni 2024     | FF     |
|                                              | Jack Chambers     | Jack Chambers (1990)       | Minister van Financiën                                     | 26 juni 2024     | 23 januari 2025  | FF     |
|                                              | Helen McEntee     | Helen McEntee (1986)       | Minister van Justitie                                      | 27 juni 2020     | 27 april 2021    | FG     |
|                                              | Heather Humphreys | Heather Humphreys (1963)   | Minister van Justitie                                      | 27 april 2021    | 1 november 2021  | FG     |
|                                              | Helen McEntee     | Helen McEntee (1986)       | Minister van Justitie                                      | 1 november 2021  | 25 november 2022 | FG     |
|                                              | Heather Humphreys | Heather Humphreys (1963)   | Minister van Justitie                                      | 25 november 2022 | 17 december 2022 | FG     |
|                                              | Simon Harris      | Simon Harris (1986)        | Minister van Justitie                                      | 17 december 2022 | 1 juni 2023      | FG     |
|                                              | Helen McEntee     | Helen McEntee (1986)       | Minister van Justitie                                      | 1 juni 2023      | 23 januari 2025  | FG     |
|                                              | Stephen Donnelly  | Stephen Donnelly (1975)    | Minister van Volksgezondheid                               | 27 juni 2020     | 23 januari 2025  | FF     |
|                                              | Heather Humphreys | Heather Humphreys (1963)   | Minister van Sociale Zaken                                 | 27 juni 2020     | 23 januari 2025  | FG     |
|                                              | Norma Foley       | Norma Foley (1970)         | Minister van Onderwijs                                     | 27 juni 2020     | 23 januari 2025  | FF     |
|                                              | Simon Harris      | Simon Harris (1986)        | Minister van Hoger Onderwijs en Wetenschap                 | 27 juni 2020     | 9 april 2024     | FG     |
|                                              | Patrick O'Donovan | Patrick O'Donovan (1977)   | Minister van Hoger Onderwijs en Wetenschap                 | 9 april 2024     | 23 januari 2025  | FG     |
|                                              | Eamon Ryan        | Eamon Ryan (1963)          | Minister van Transport                                     | 27 juni 2020     | 23 januari 2025  | GP     |
| Minister van Milieu, Klimaat en Communicatie | Eamon Ryan        | Eamon Ryan (1963)          |                                                            | 27 juni 2020     | 23 januari 2025  | GP     |
|                                              | Darragh O'Brien   | Darragh O'Brien (1974)     | Minister van Huisvesting en Lokale Zaken                   | 27 juni 2020     | 23 januari 2025  | FF     |
|                                              | Barry Cowen       | Barry Cowen (1967)         | Minister van Landbouw                                      | 27 juni 2020     | 14 juli 2020     | FF     |
|                                              | Micheál Martin    | Micheál Martin (1960)      | Minister van Landbouw                                      | 14 juli 2020     | 16 juli 2020     | FF     |
|                                              | Dara Calleary     | Dara Calleary (1973)       | Minister van Landbouw                                      | 16 juli 2020     | 20 augustus 2020 | FF     |
|                                              | Micheál Martin    | Micheál Martin (1960)      | Minister van Landbouw                                      | 20 augustus 2020 | 1 september 2020 | FF     |
|                                              |                   | Charlie McConalogue (1977) | Minister van Landbouw                                      | 1 september 2020 | 23 januari 2025  | FF     |
|                                              | Catherine Martin  | Catherine Martin (1972)    | Minister van Cultuur, Sport, Media en Toerisme             | 27 juni 2020     | 23 januari 2025  | GP     |
|                                              | Roderic O'Gorman  | Roderic O'Gorman (1981)    | Minister van Jeugd en Gelijkheid                           | 27 juni 2020     | 23 januari 2025  | GP     |
|                                              | Michael McGrath   | Michael McGrath (1976)     | Minister van Publieke Diensten en Bestuurlijke Vernieuwing | 27 juni 2020     | 17 december 2022 | FF     |